# TVV 65–72
A TVV 65–72 a Tiszavidéki Vasút (TVV) egyik személyvonati szerkocsisgőzmozdony-sorozata volt.
A TVV 1859-ben nyolc mozdonyt rendelt Ausztriából a bécsújhelyi Günther mozdonygyártól.
A mozdonyok belsőkeretesek és belső vezérlés-elrendezésűek voltak. A Klein típusú (stanicli) kéményt később lecserélték és a mozdonyszemélyzet védelmére mozdonysátrat (vezetőfülkét) is szereltek rájuk. Amikor 1880-ban a TVV-t államosították a mozdonyokat átszámozták 381-388 pályaszámokra. A második pályaszámrendszerben a IIg kategória 1191-1198 számai viselték. 1911-től a harmadik pályaszámrendszerben a megmarad mozdonyok a  255,001-002 pályaszámokat kapták.

## Fordítás
Ez a szócikk részben vagy egészben  a   TVV65-72 című német Wikipédia-szócikk fordításán alapul.  Az eredeti cikk szerkesztőit annak laptörténete sorolja fel. Ez a jelzés csupán a megfogalmazás eredetét és a szerzői jogokat jelzi, nem szolgál a cikkben szereplő információk forrásmegjelöléseként.